# Mándoky Kongur István
Mándoky Kongur István (Karcag, 1944. február 10. – Mahacskala, 1992. augusztus 22.) magyar nyelvész, turkológus volt.

## Fiatalkora
Mándoky 1944. február 10-én látta meg a napvilágot Karcagon. Iskoláit szülővárosában végezte el, mezőgazdasági technikumban érettségizett. Korai középiskolás korában meglátszott már, mennyire érdeklik az idegen nyelvek. Oroszul tökéletesen beszélt ugyanakkor a türk nyelvek is vonzották. Szűcs Sándor, a Györffy István Múzeum igazgatója ajándékozott neki egy nyelvkönyvet. Kunmadarason, az orosz laktanyánál a kazak, kirgiz, krími és kazáni tatár, illetve a karacsáj nyelvet is tudta gyakorolni. Budapesten folytatta tanulmányait, Németh Gyula diákjaként, 1963 és 1968 között az Eötvös Loránd Tudományegyetemen tanult. A kun nyelvemlékek utáni kutatását már az egyetemi évei alatt elkezdte.

## Élete, munkássága
Az Országos Széchényi Könyvtár, később a Kőrösi Csoma Társaság munkatársa volt egyetemi tanulmányai után, 1970-től pedig az MTA Belső-Ázsiai Kutatócsoportjában dolgozott. Abban a hitben volt, hogy a Kelet felől érkezett magyarság összekötő kapocs Kelet és a Nyugat között.
Nem csak a turkológia, a honfoglalás előtti török vonatkozások és a magyar őstörténet is foglalkoztatta. Írásaiban beszámol több török eredetű régi szavunk magyarázatáról. 1965-től romániai és bulgáriai tatárokhoz járt, szókincsüket vizsgálta. Az ottaniak nyelve, és történetei sokkal hozzájárultak a tudományhoz.
Az európai kutatások után Közép-Ázsia felé fordult. Baskíriában és a Volga-mentén kutatott, szintén a tatárok után. Foglalkozott a baskír-magyar törzsnevek kérdésével is. A két nép rokonságáról a baskír mondákban is szó esik. Kutatásaival felkereste a Mongóliában élő kisebbségeket is. Vizsgálta a kazakok és a tuvák nyelvét, szokásaikat. Gyűjtéseiről gyakran írt, és publikálta Jászkunságban, néha álnéven, Bektur Andrásként.
1981-ben készült el „A kun nyelv magyarországi emlékei” című kandidátusi tudományos értekezése, amely addigi kutatásainak fontosabb eredményeit tartalmazza, de még nem teljes összefoglalója a hazai kun nyelvemlékeknek.

## Halála
Mándoky 1992. augusztus 22-én távozott az élők sorából, a kengszai temetőben helyezték végső nyugalomra. Disszertációja 1993-ban, posztumusz jelent meg. Tartalmazza a „Kun Miatyánk” szövegváltozatait is.
Szülővárosa, Karcag emlékművet állíttatott számára, Györfi Sándor szobrászművész alkotását, amely a Györffy István Múzeum mögött található. A „Keleti örökségünk” című könyvsorozat tiszteleg Mándoky emlékének.